# Giga-Chel
Giga-Chel är en ort i Azerbajdzjan.   Den ligger i distriktet Masallı Rayonu, i den sydöstra delen av landet, 180 km sydväst om huvudstaden Baku. Antalet invånare är 3 213.
Terrängen runt Giga-Chel är platt, och sluttar österut. Runt Giga-Chel är det ganska tätbefolkat, med 192 invånare per kvadratkilometer.. Närmaste större samhälle är Arkewan, 6,1 km väster om Giga-Chel.
Trakten runt Giga-Chel består till största delen av jordbruksmark.